# Пинту Мартинс (аэропорт)
Международный аэропорт Пинту Мартинс (порт. Aeroporto Internacional de Fortaleza - Pinto Martins) также известен под названием Международный аэропорт Форталезы (Aeroporto Internacional de Fortaleza) (Код ИАТА: FOR) — аэропорт, расположенный в городе Форталеза, штат Сеара.
В 2008 году аэропорт обслужил 3 465 791 пассажира и 47 703 рейсов, занимает 11-е место среди самых загруженных аэропортов Бразилии с точки зрения пассажирооборота.

## Авиалинии и направления

### Внутренние рейсы
| Авиакомпании   | Назначения |
| -------------- | --- |
| Azul           | Кампинас, Belo Horizonte, Порту-Алегри |
| GOL            | Белен, Белу-Оризонти (Танкреду Невес), Бразилиа, Кампинас, Крузейру-ду-Сул, Жуазейру-ду-Норти, Ильеус, Манаус, Порту-Алегри, Ресифи, Риу-Бранку, Рио-де-Жанейро (Рио-де-Жанейро/Галеан), Салвадор, Сантарен, Сан-Паулу (Сан-Паулу/Гуарульос) Терезина и Жуазейру-ду-Норти. |
| Avianca Brasil | Жуазейру-ду-Норти, Бразилиа, Порту-Алегри и Сан-Паулу (Сан-Паулу/Гуарульос). |
| LATAM          | Аракажу, Бразилиа, Белен, Кампинас, Куритиба, Фос-ду-Игуасу, Ильеус, Манаус, Натал, Порту-Алегри, Ресифи, Рио-де-Жанейро (Рио-де-Жанейро/Галеан), Сантарен, Сан-Паулу (Сан-Паулу/Гуарульос) и Терезина.                                                                    |

### Регулярные международные рейсы
| Авиакомпании | Назначения |
| ------------ | ---------- |
| KLM          | Амстердам  |
| TACV         | Прая       |
| TAP Portugal | Лиссабон   |

## Авиапроисшествия и инциденты
- 8 июня 1982: рейс 168 VASP, регистрация Boeing 727-212 СТР-SRK, летящий из аэропорта  Рио-де-Жанейро/Галеан в международный аэропорт Пинту Мартинс, на подходе к Форталезе столкнулись с горой. Капитан спускался ниже минимальной высоты спуска. Умерли все 137 пассажиров и члены экипажа.

## Будущие разработки
31 августа 2009 года Infraero представил план модернизации  международного аэропорта Пинту Мартинс, сосредоточившись на приготовлениях к чемпионату мира по футболу 2014 года

## Foto's

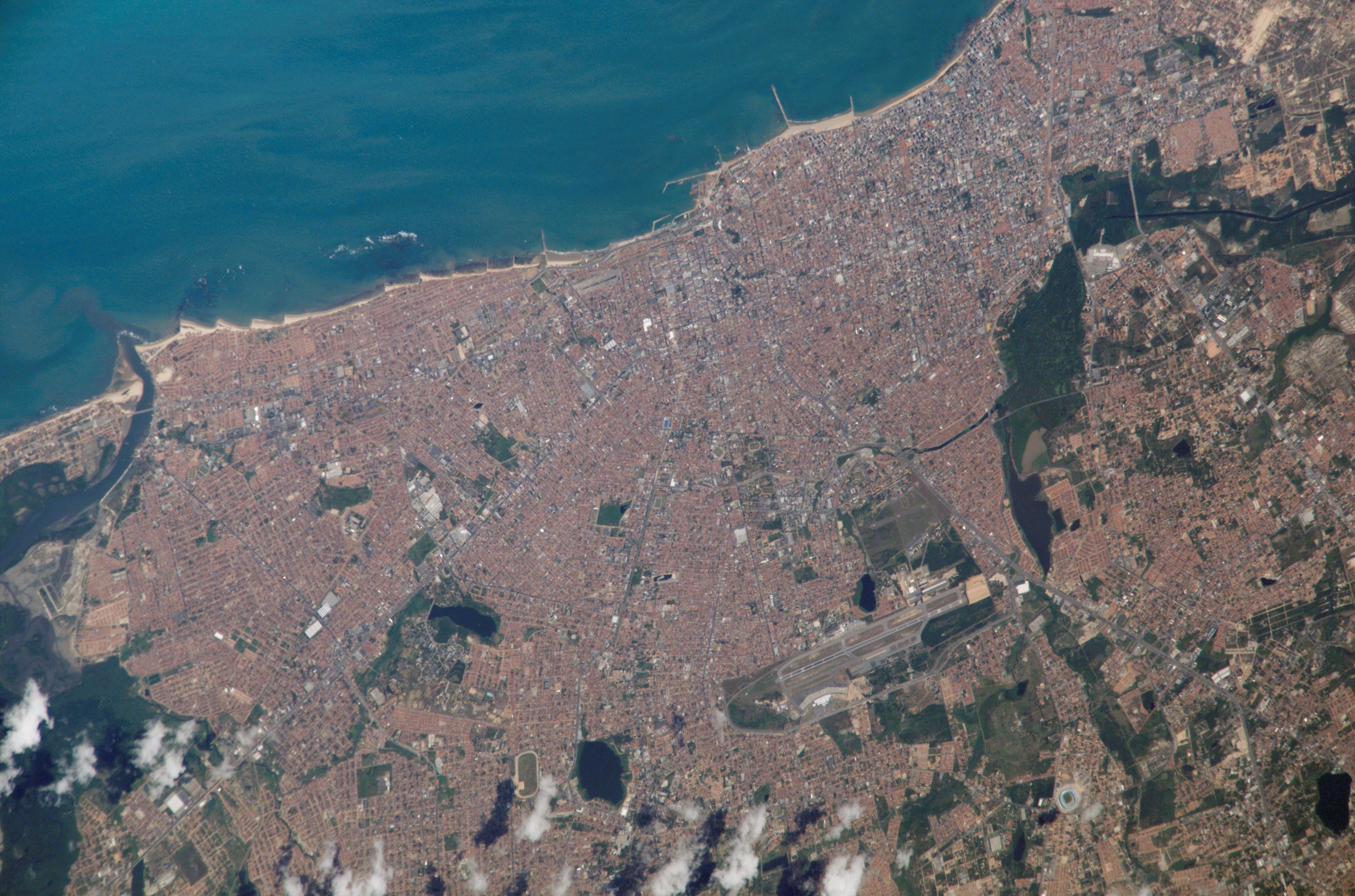
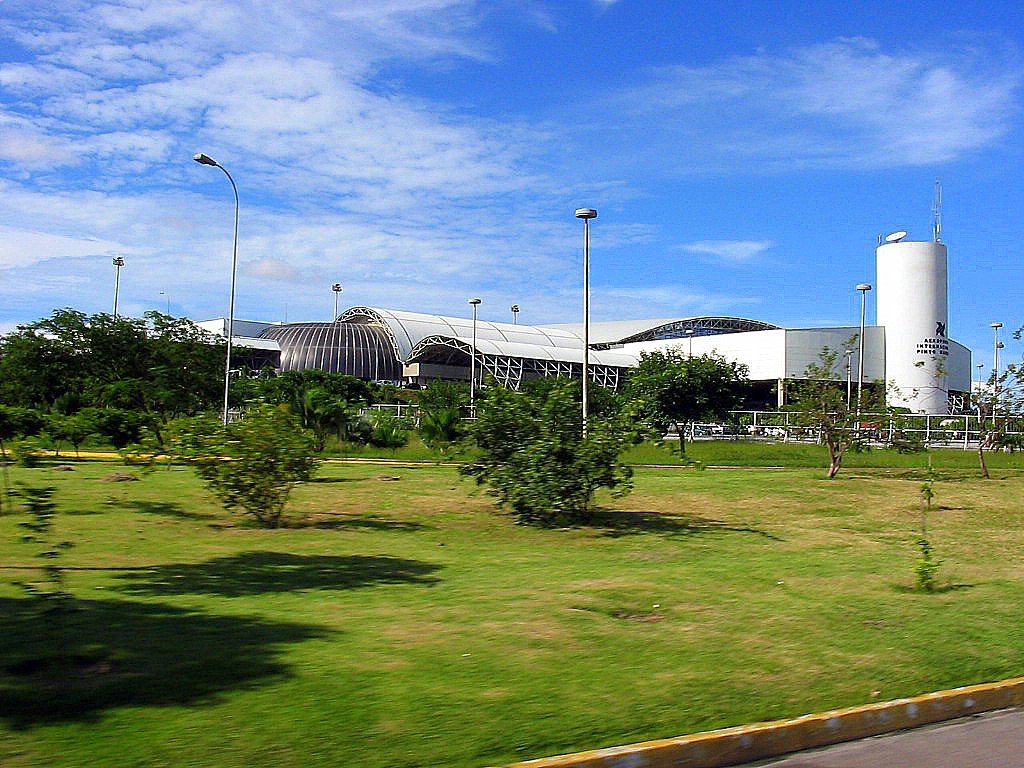
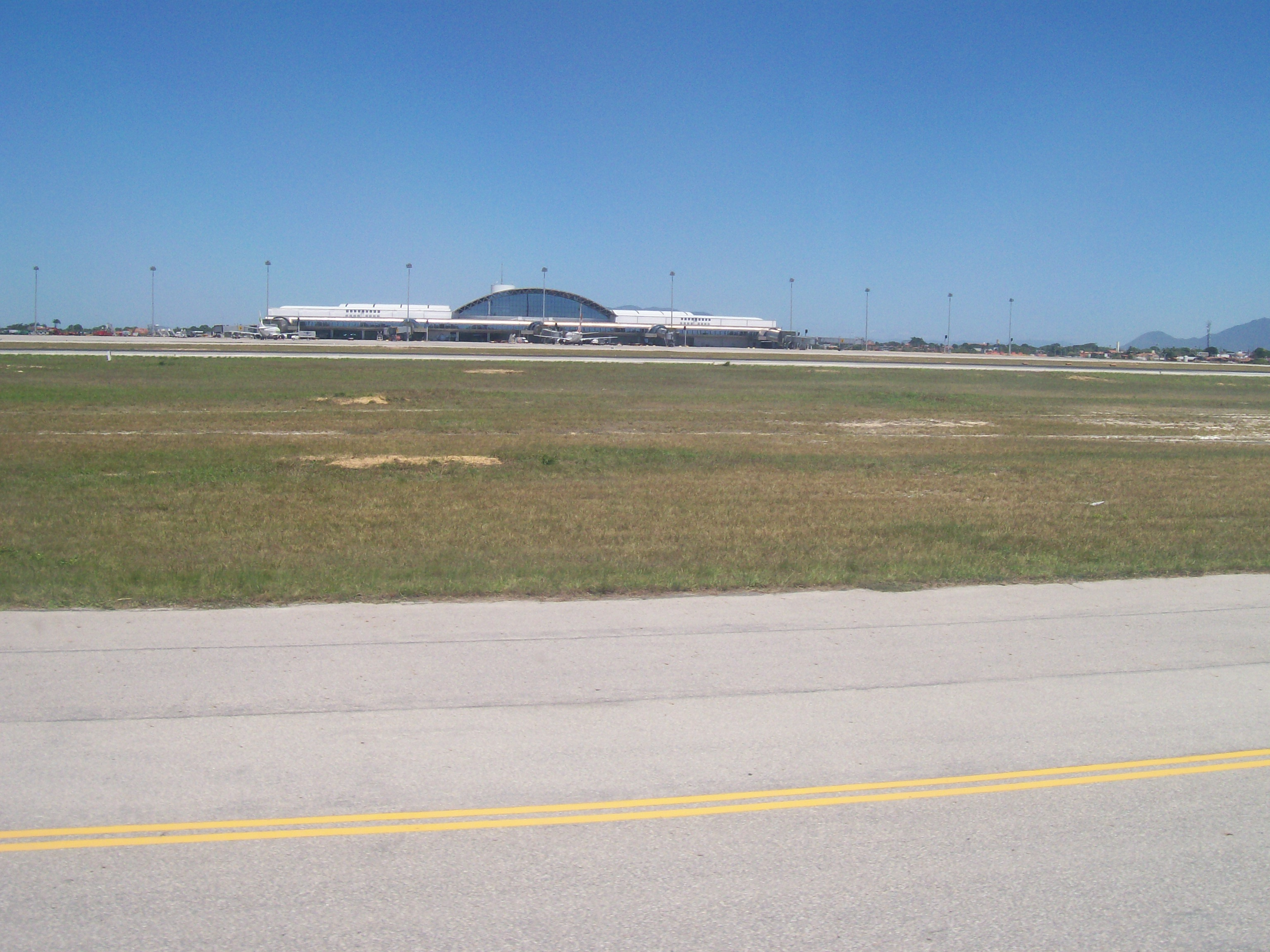
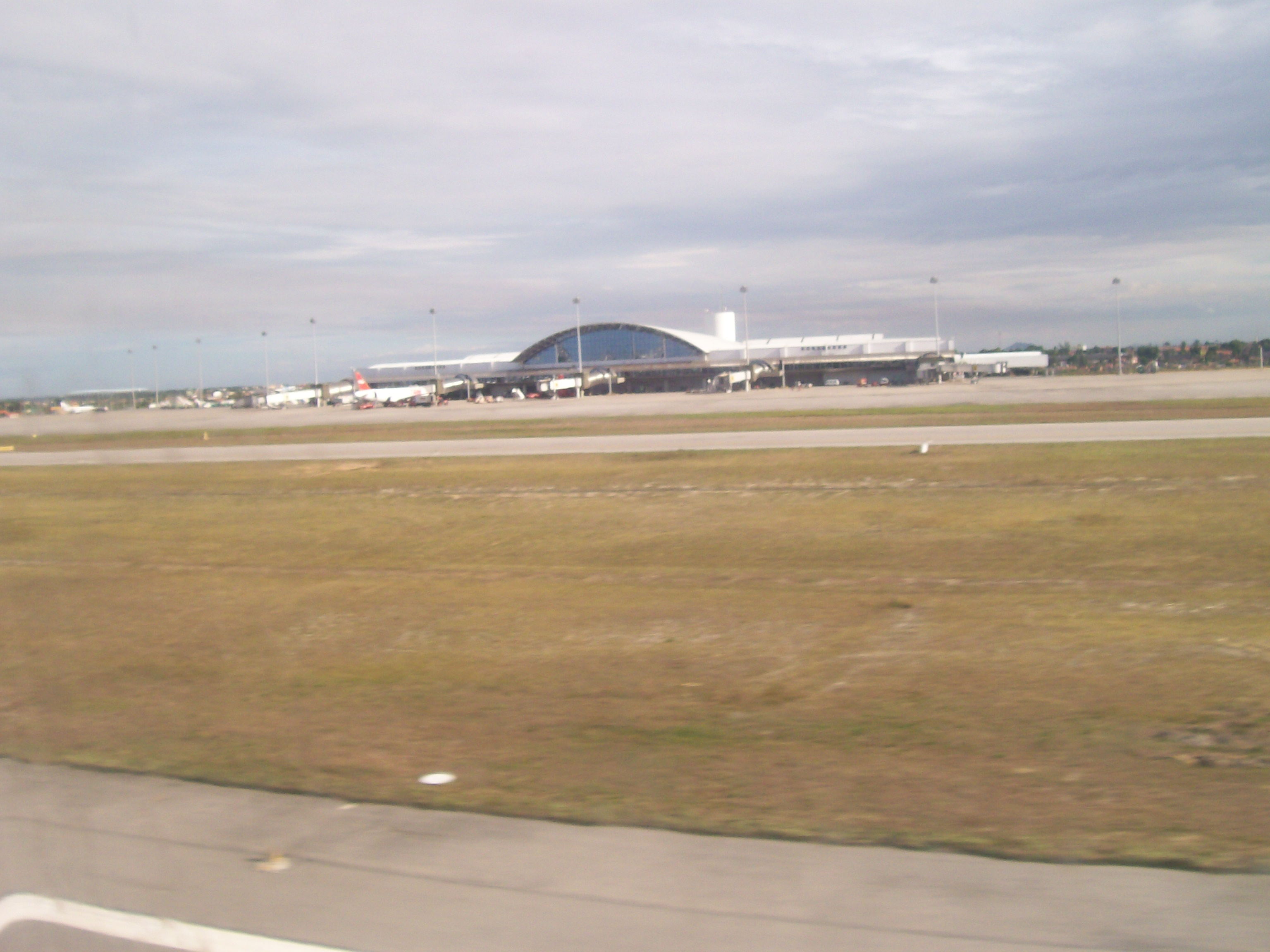
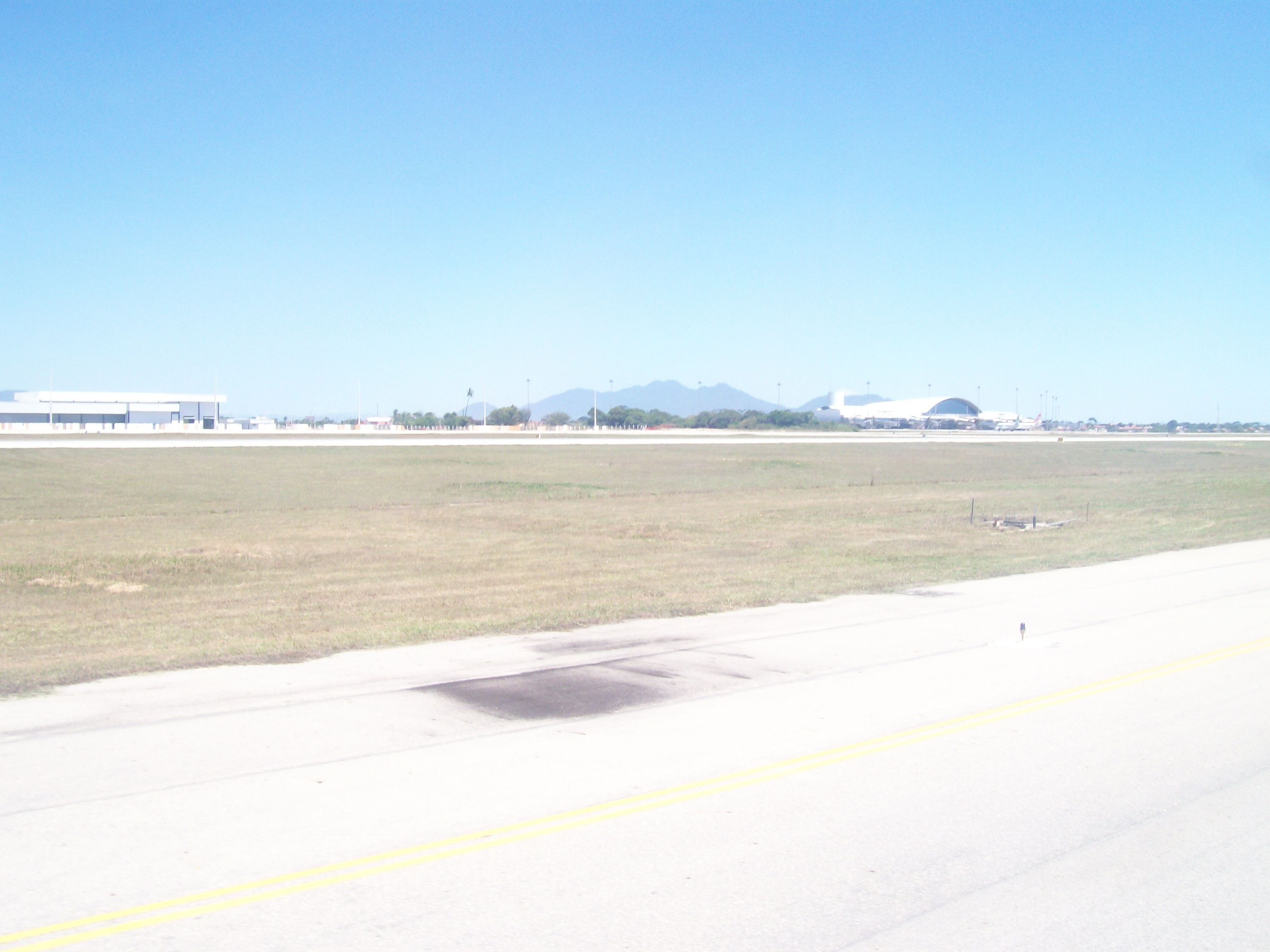
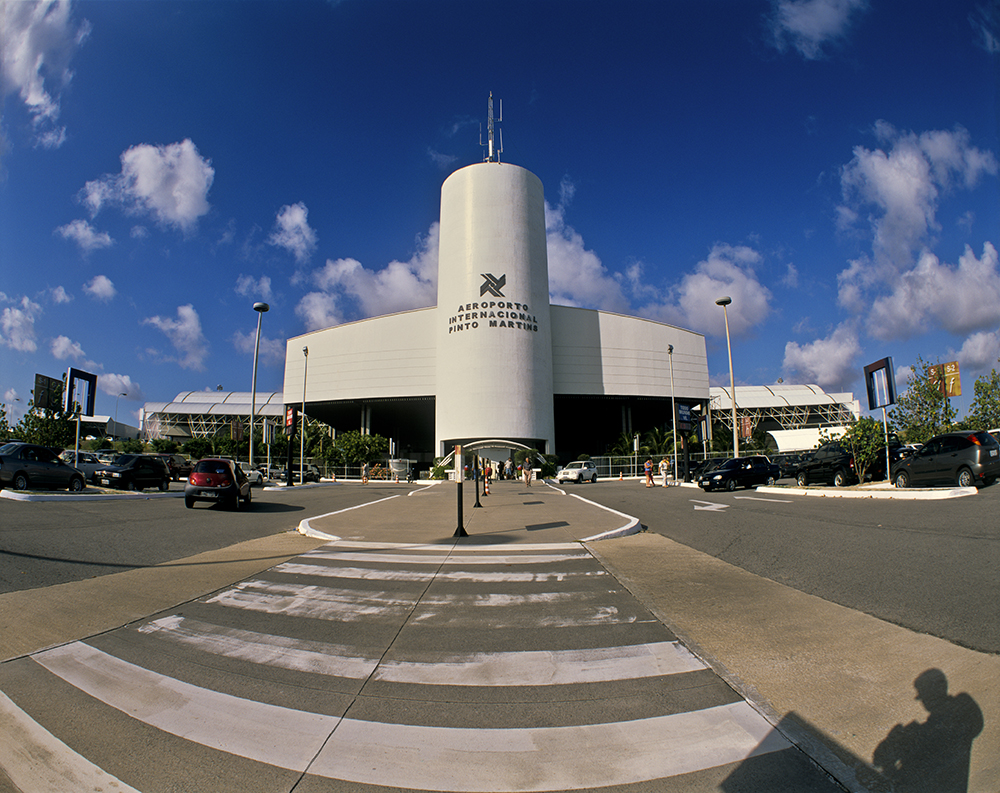
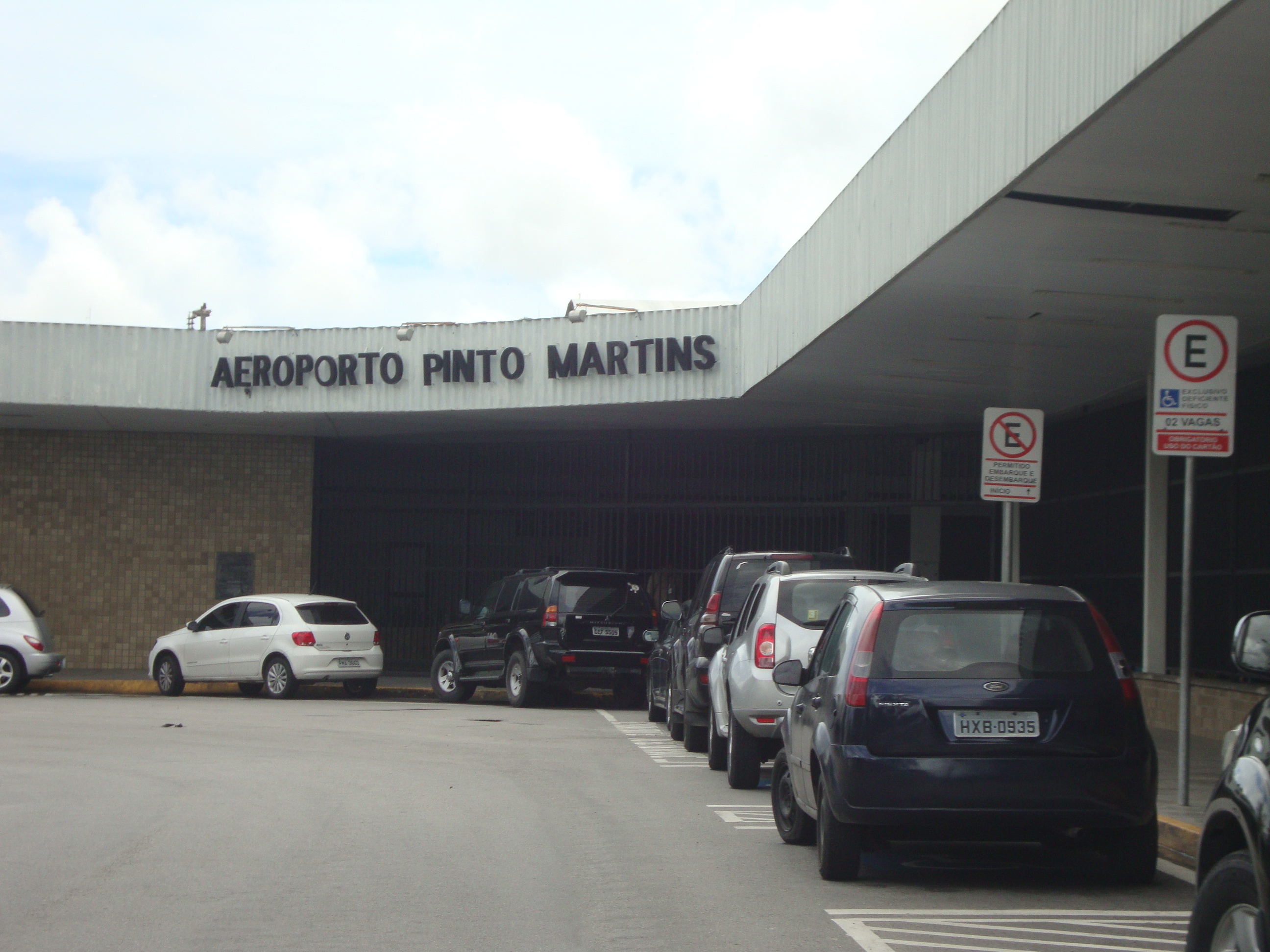
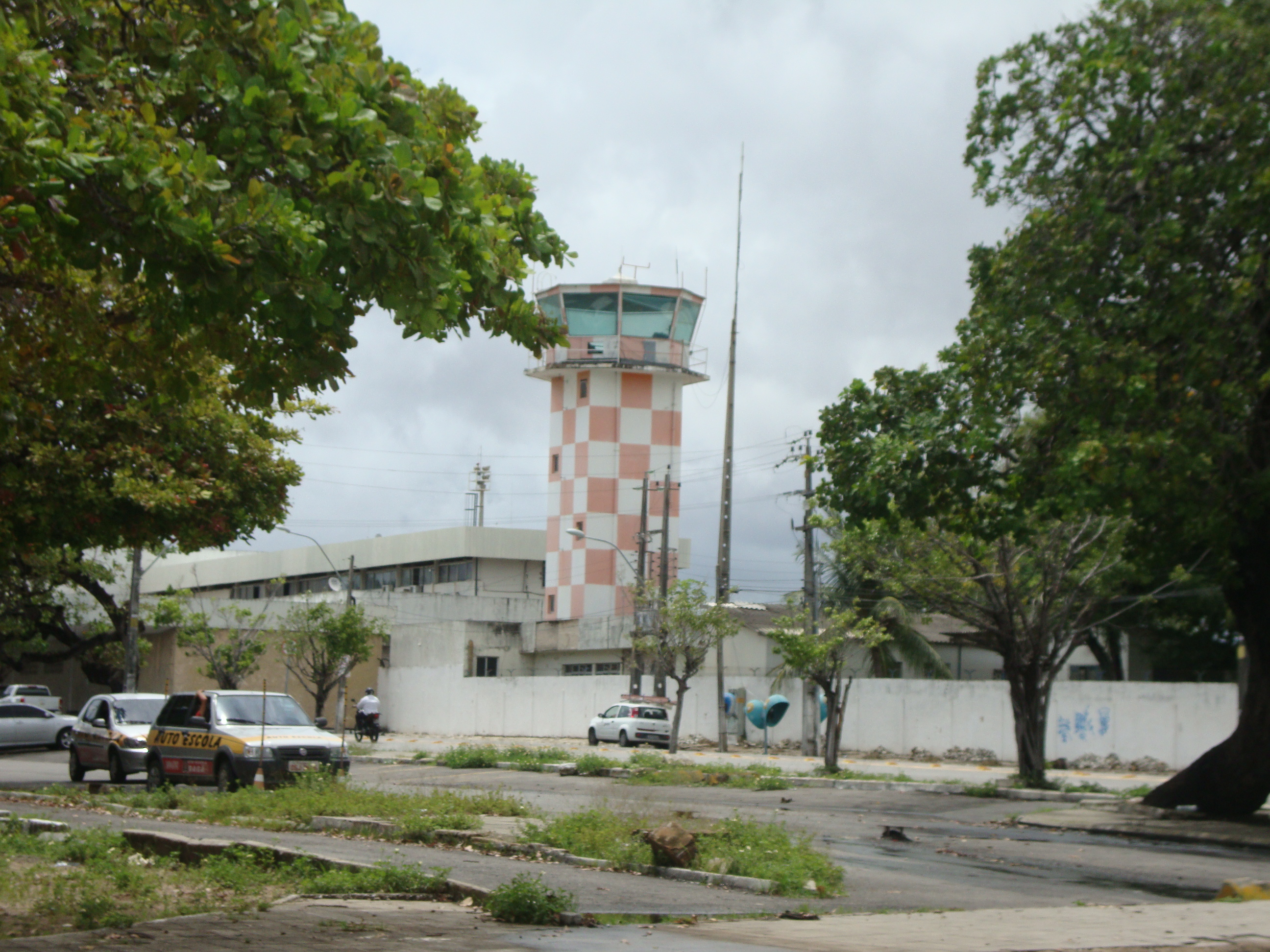
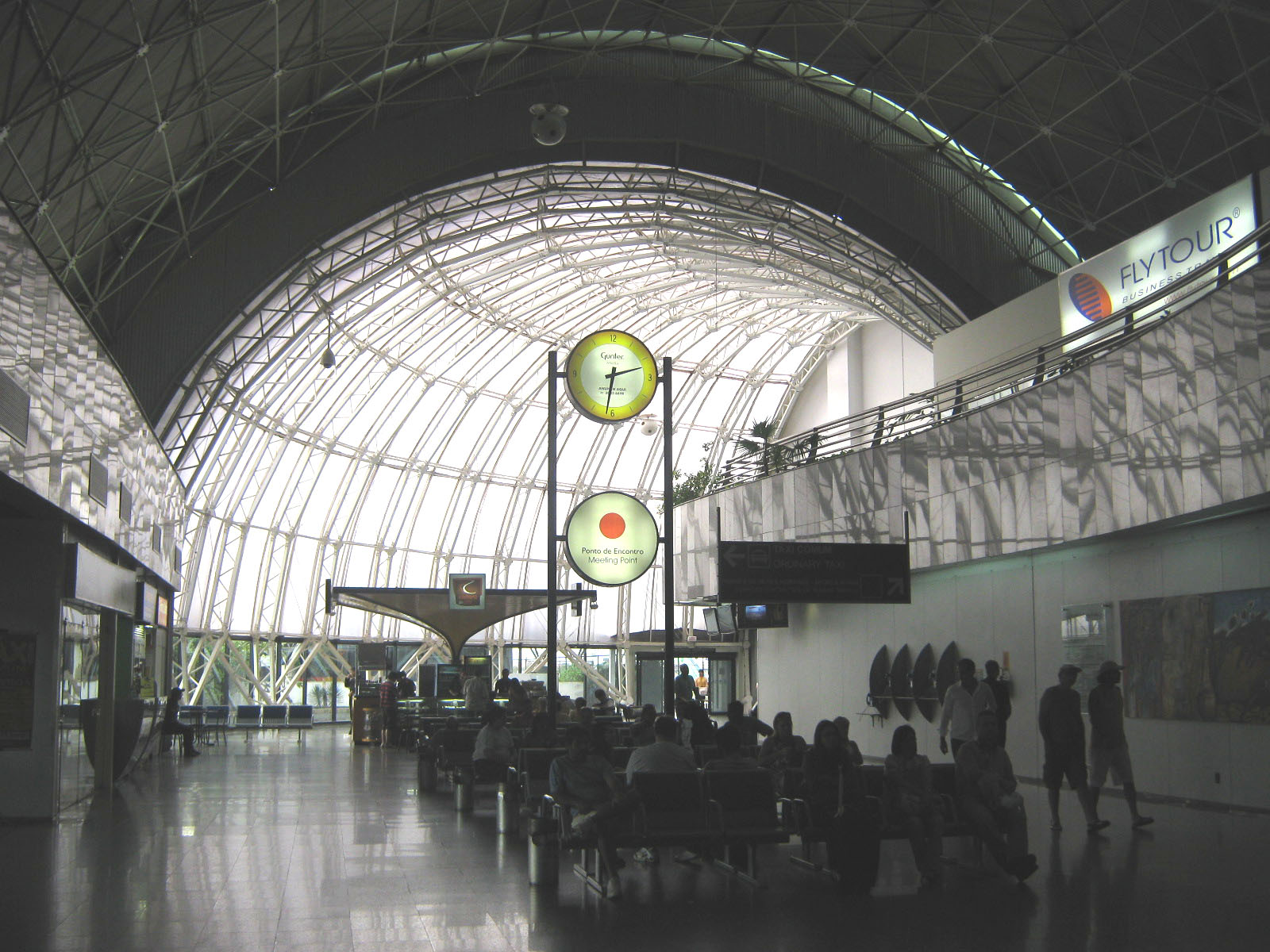
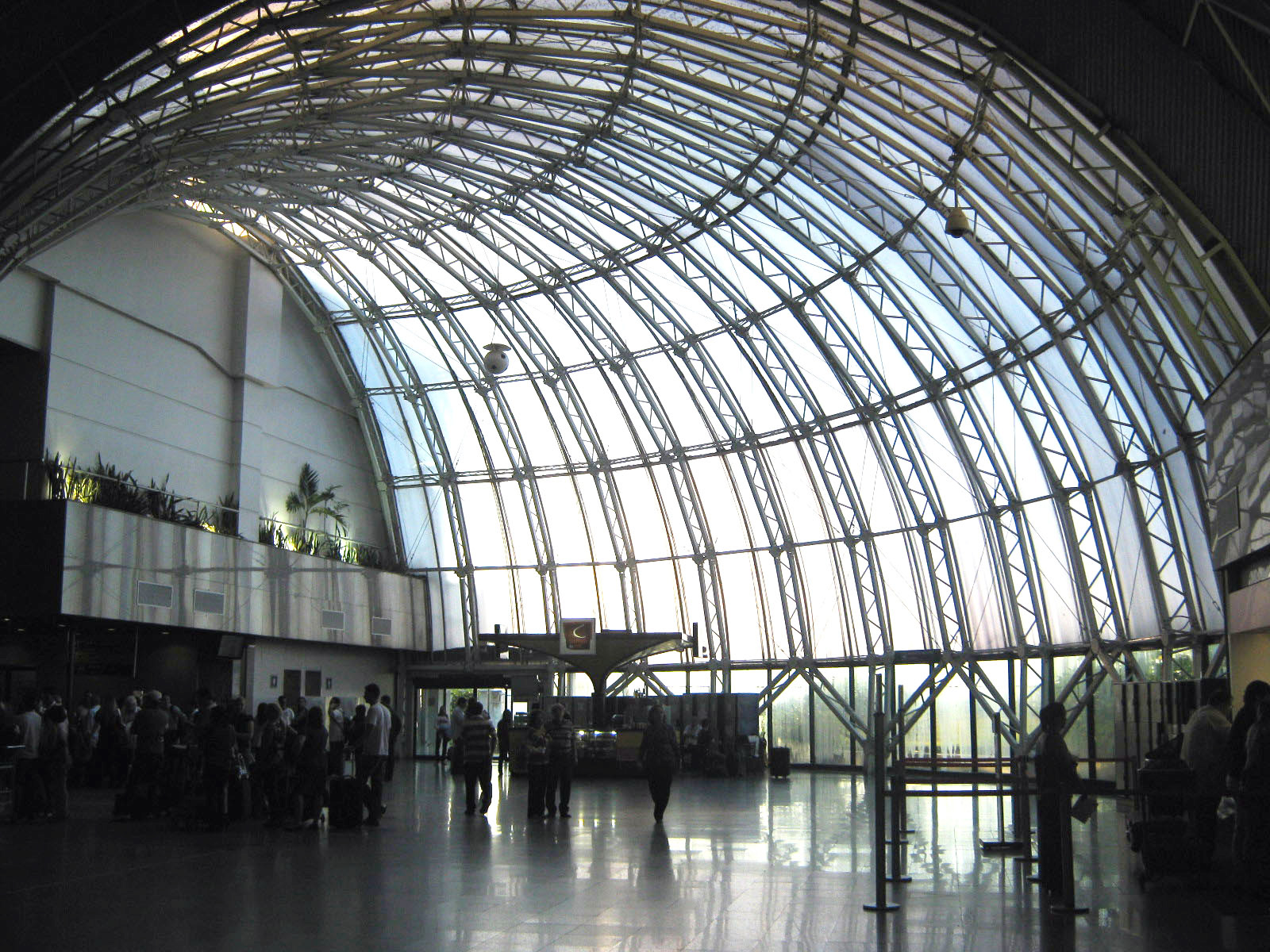
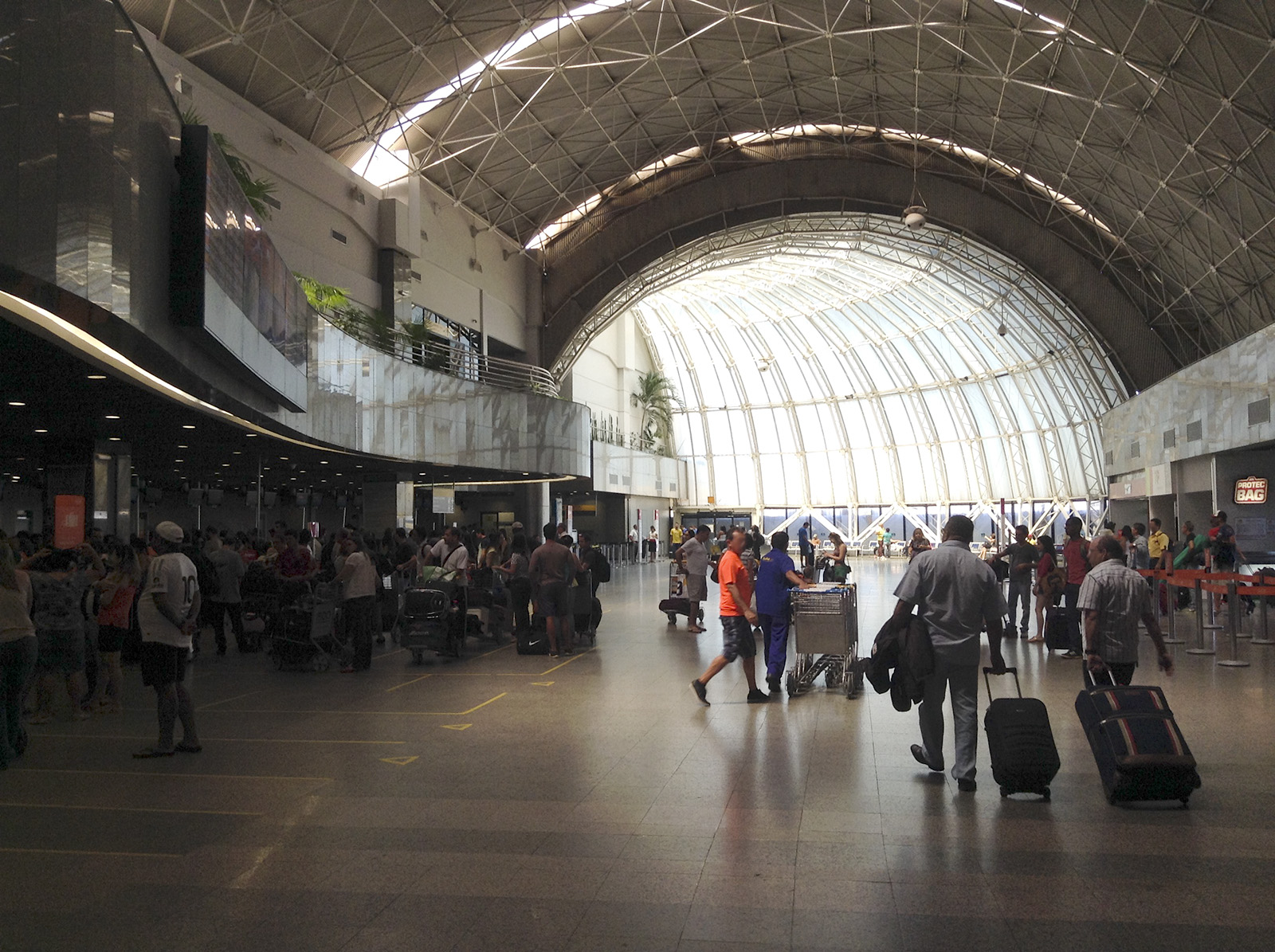
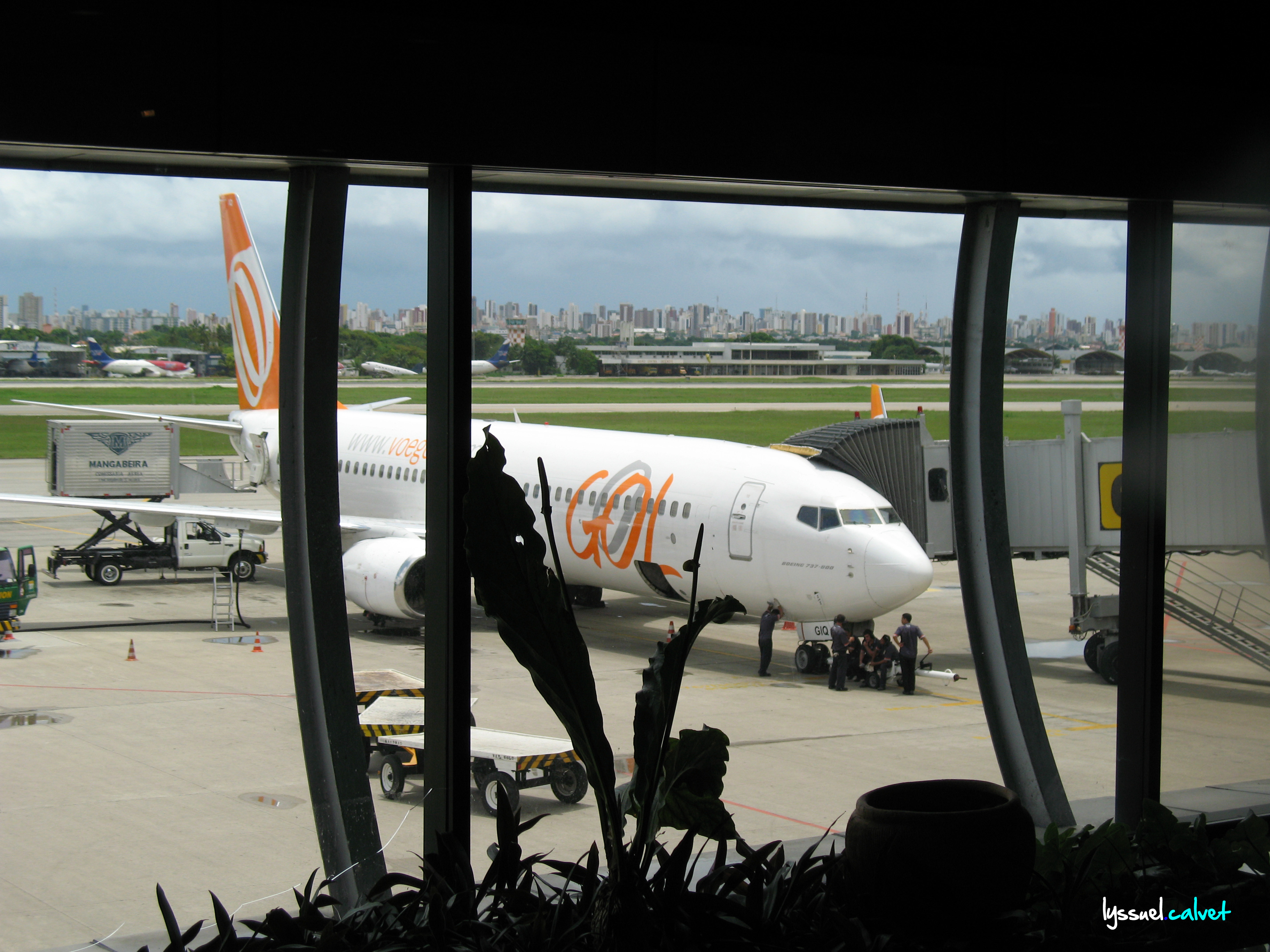
Hub Gol
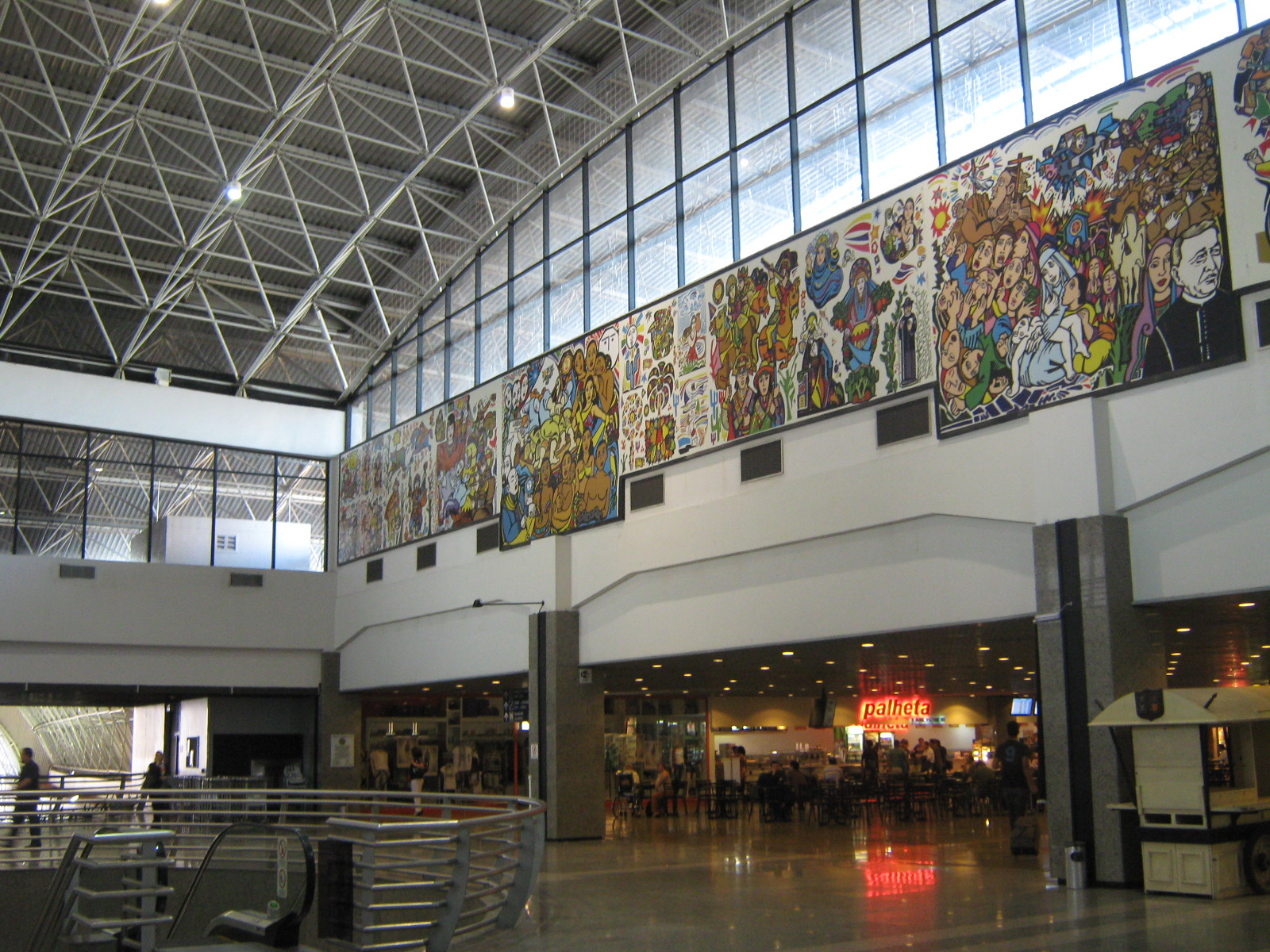
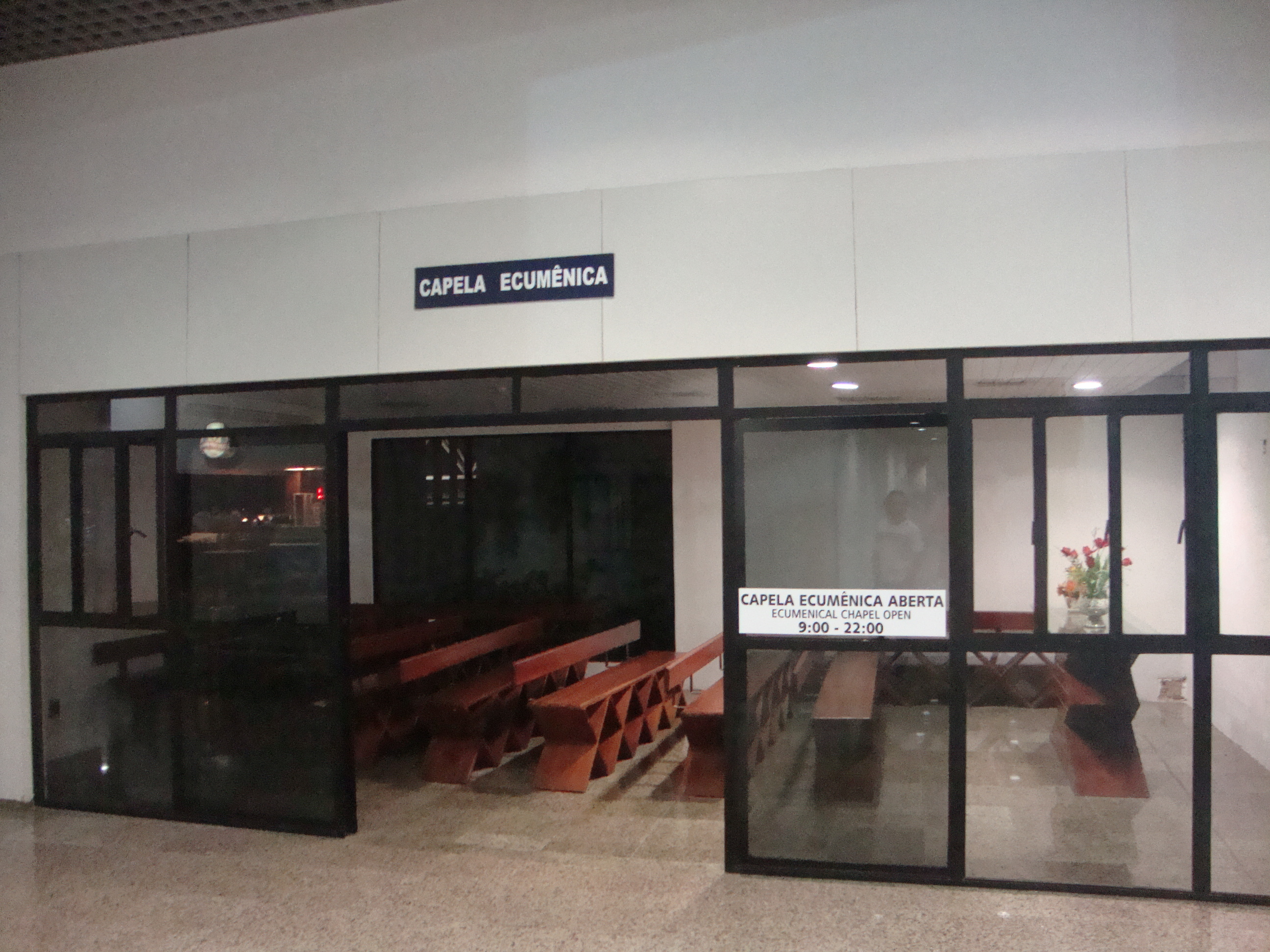
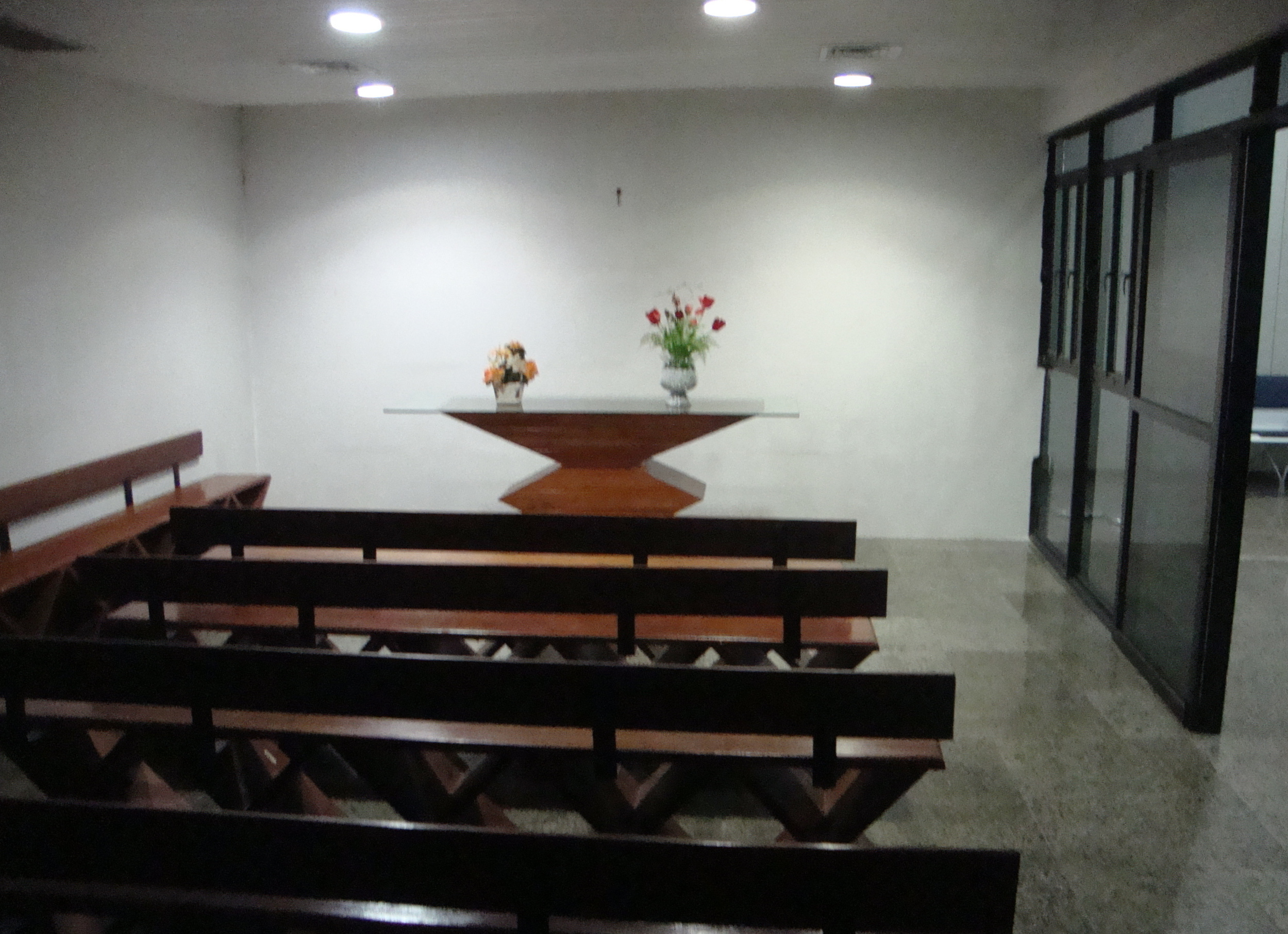
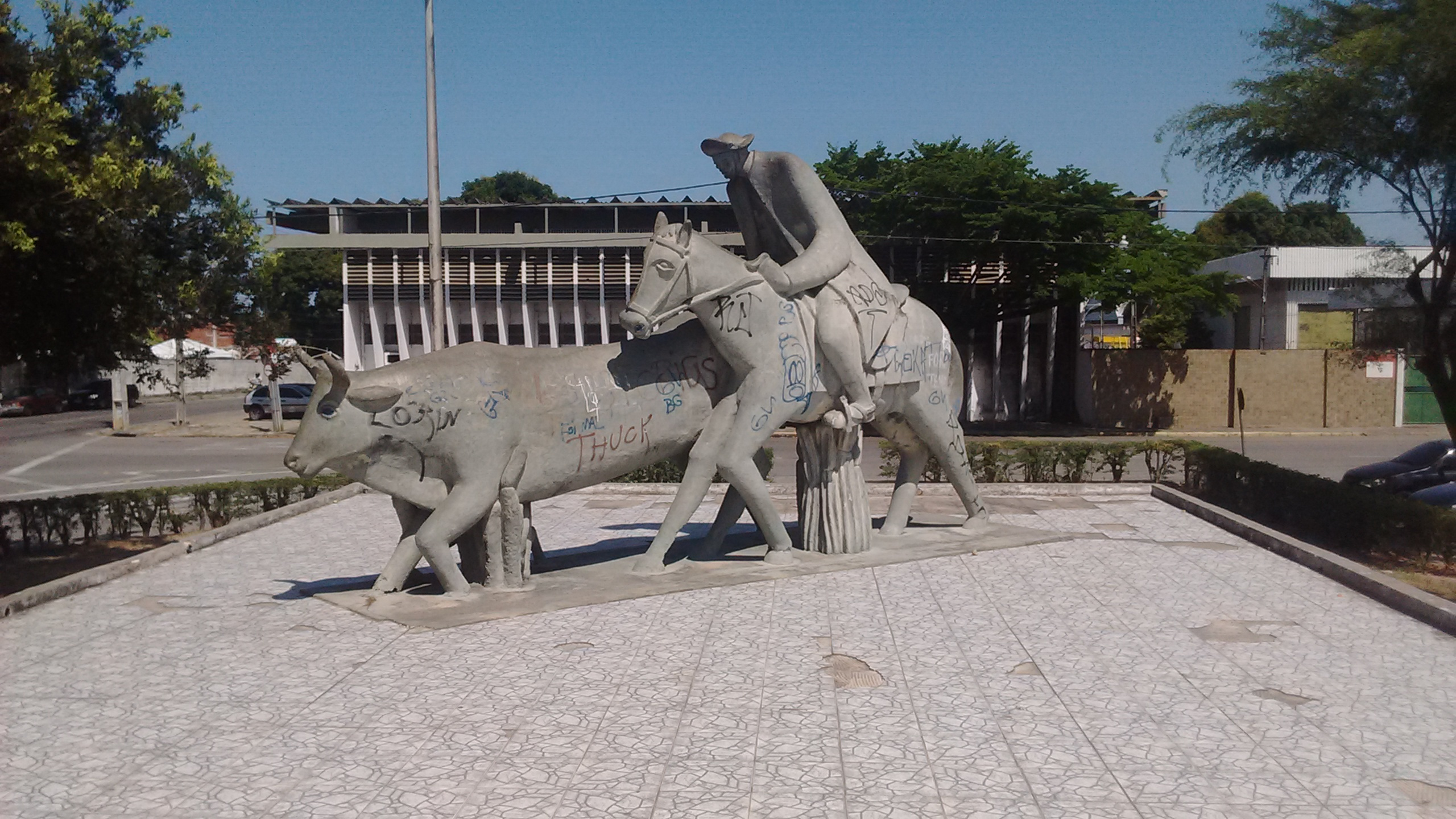
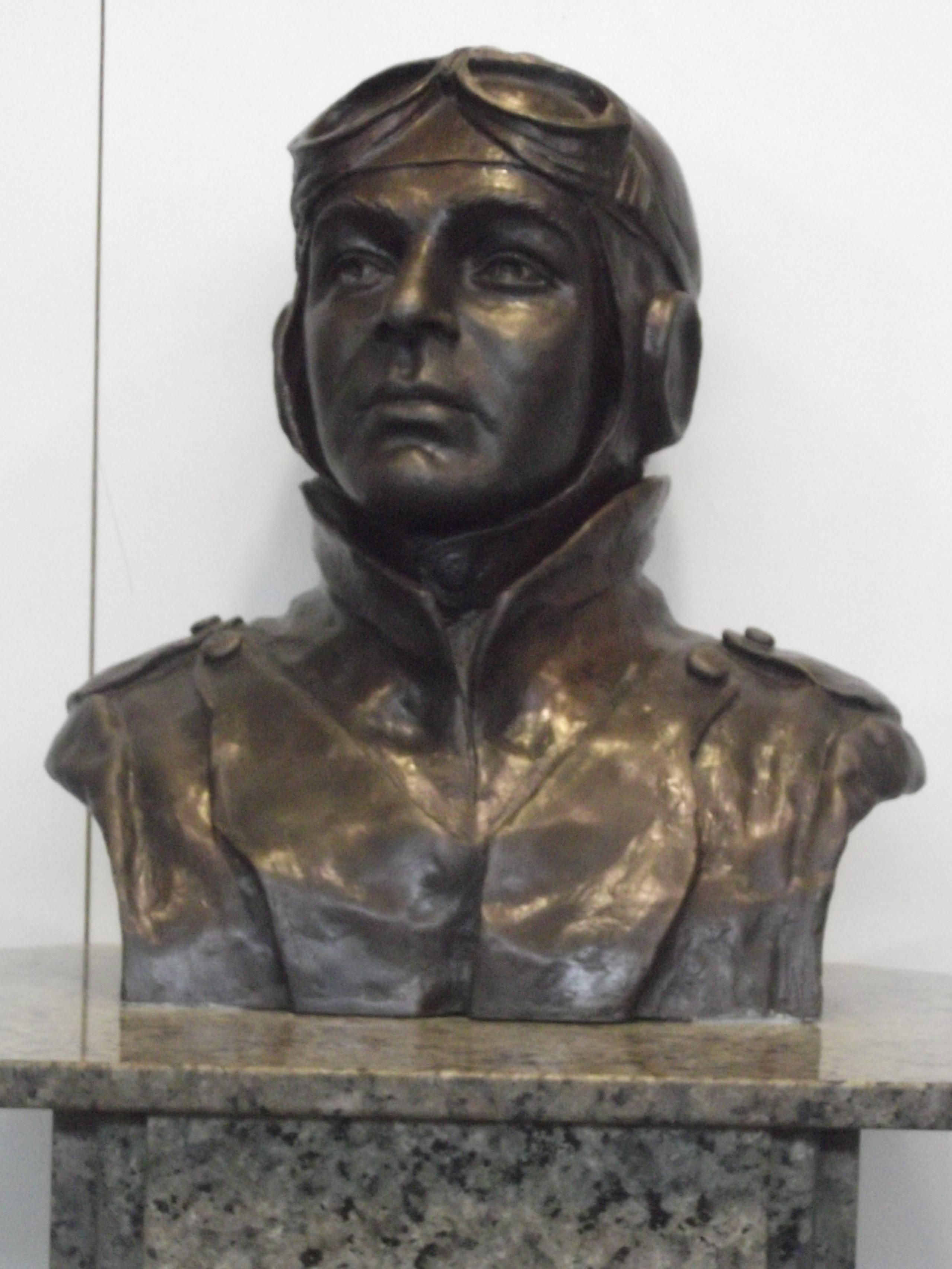
Euclides Pinto Martins 1892 > 1924
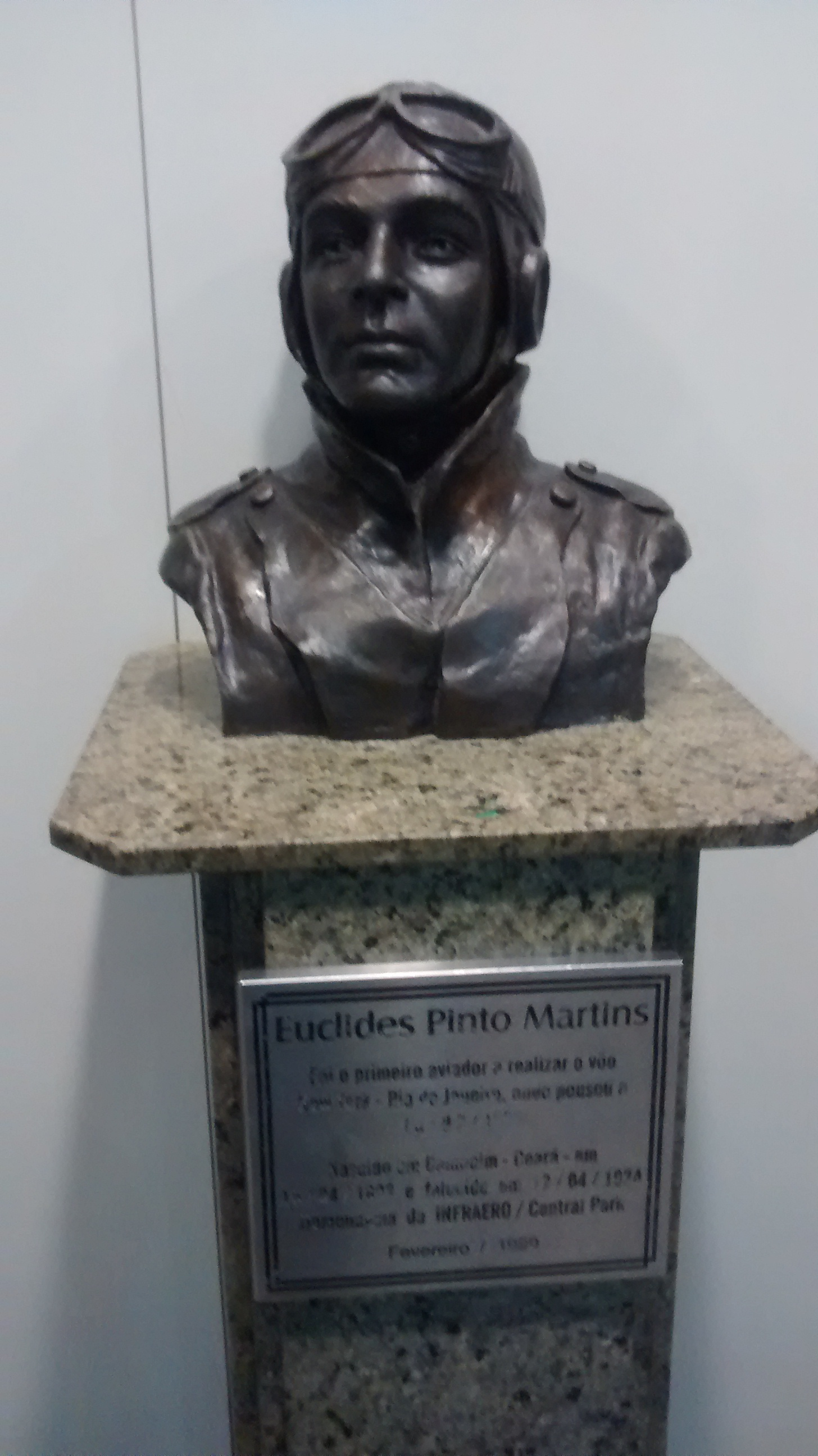
Euclides Pinto Martins